# Championnat du Japon de Formule 3000 1988
Le championnat du Japon de F3000 1988 a été remporté par le Japonais Aguri Suzuki, sur une March-Cosworth de l'écurie Footwork Racing.

## Règlement sportif
- L'attribution des points s'effectue selon le barème 9,6,4,3,2,1
- Seuls les 6 meilleurs résultats sont retenus

## Courses de la saison 1988
| Date         | Lieu       | Vainqueur         | Nationalité | Voiture        | Écurie          |
| 13 mars      | Suzuka     | Kazuyoshi Hoshino | Japon       | Lola-Mugen     | Team Impul      |
| 17 avril     | Fuji       | Aguri Suzuki      | Japon       | March-Cosworth | Footwork Racing |
| 8 mai        | Nishinihon | Aguri Suzuki      | Japon       | March-Cosworth | Footwork Racing |
| 29 mai       | Suzuka     | Aguri Suzuki      | Japon       | March-Cosworth | Footwork Racing |
| 31 juillet   | Sugo       | Geoff Lees        | Royaume-Uni | Reynard-Mugen  | Team LeMans     |
| 14 août      | Fuji       | Takao Wada        | Japon       | Lola-Mugen     | Advan Sport     |
| 25 septembre | Suzuka     | Kazuyoshi Hoshino | Japon       | Lola-Mugen     | Team Impul      |
| 27 novembre  | Suzuka     | Kazuyoshi Hoshino | Japon       | Lola-Mugen     | Team Impul      |

## Classement des pilotes
| Classement | Pilote              | Pays        | Voiture                         | Écurie          | Nombre de points |
| ---------- | ------------------- | ----------- | ------------------------------- | --------------- | ---------------- |
| 1er        | Aguri Suzuki        | Japon       | March-Cosworth Reynard-Cosworth | Footwork Racing | 45               |
| 2e         | Kazuyoshi Hoshino   | Japon       | Lola-Mugen                      | Team Impul      | 43 (47)          |
| 3e         | Emanuele Pirro      | Italie      | March-Mugen Reynard-Mugen       | Team LeMans     | 25 (27)          |
| 4e         | Masanori Sekiya     | Japon       | Lola-Mugen                      | Leyton House    | 18               |
| 5e         | Geoff Lees          | Royaume-Uni | March-Mugen Reynard-Mugen       | Team LeMans     | 15               |
| 6e         | Takao Wada          | Japon       | March-Mugen Lola-Mugen          | Advan Sport     | 15               |
| 7e         | Kunimitsu Takahashi | Japon       | Lola-Mugen                      | Team Nova       | 12               |
| 8e         | Hideki Okada        | Japon       | Lola-Mugen                      | Team Nova       | 10               |
| 9e         | Masahiro Hasemi     | Japon       | Lola-Mugen                      | Speed Star      | 4                |
| 10e        | Ross Cheever        | États-Unis  | March-Cosworth Reynard-Cosworth | Dome            | 4                |
| 11e        | Ukyo Katayama       | Japon       | Lola-Mugen                      | Ba-Tsu Racing   | 2                |
| 12e        | Keiji Matsumoto     | Japon       | March-Mugen                     | Meiju Racing    | 1                |

Malgré un nombre de points marqués inférieur à celui de Kazuyoshi Hoshino, Aguri Suzuki est titré au bénéfice de la règle des six meilleurs résultats. Arrivé à sept reprises dans les points, Hoshino a en effet dû retrancher les 3 points de sa quatrième place de Sugo.